# فتح‌آباد (نظرآباد)
فتح‌آباد (نظرآباد)، روستایی از توابع بخش تنکمان شهرستان نظرآباد در استان تهران ایران است.

## جمعیت
این روستا در دهستان نجم‌آباد قرار دارد و براساس سرشماری مرکز آمار ایران در سال ۱۳۸۵، جمعیت آن ۳۲ نفر (۱۰خانوار) بوده‌است.